# Grainthorpe
Grainthorpe – wieś w Anglii, w hrabstwie Lincolnshire. Leży 48 km na północny wschód od Lincoln i 217 km na północ od Londynu.